# Träleborg

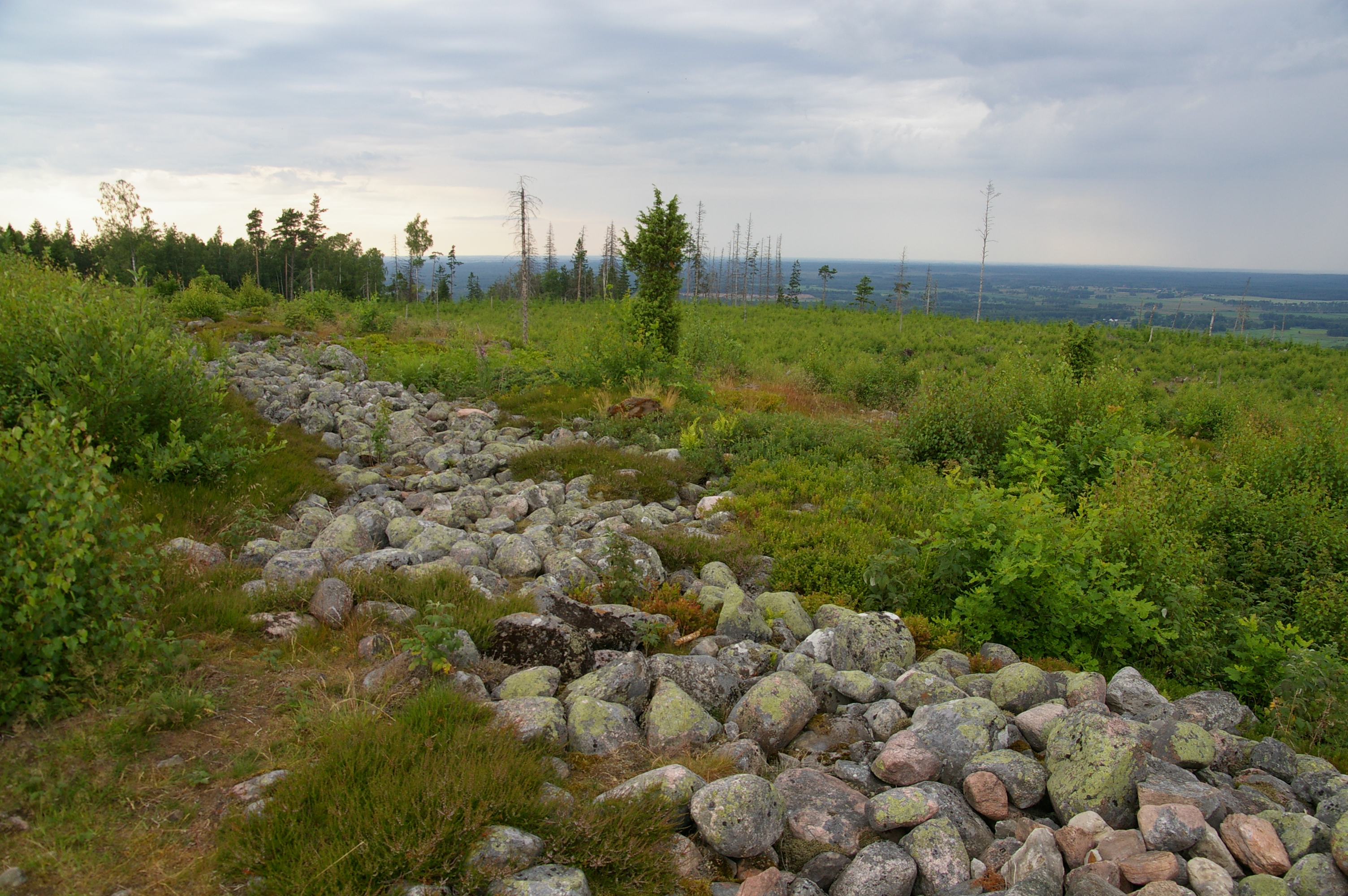
Nordsidan av Träleborg med sin enkelmur. Här går att se Skara, Billingen och Varvsberget. Stenar har med tiden försvunnit från borgvallarna i samband med att gränserna mellan ägorna på västsluttningen markerades med stenmurar. En mur går rakt igenom borgen och är byggd av gråsten från Träleborg.

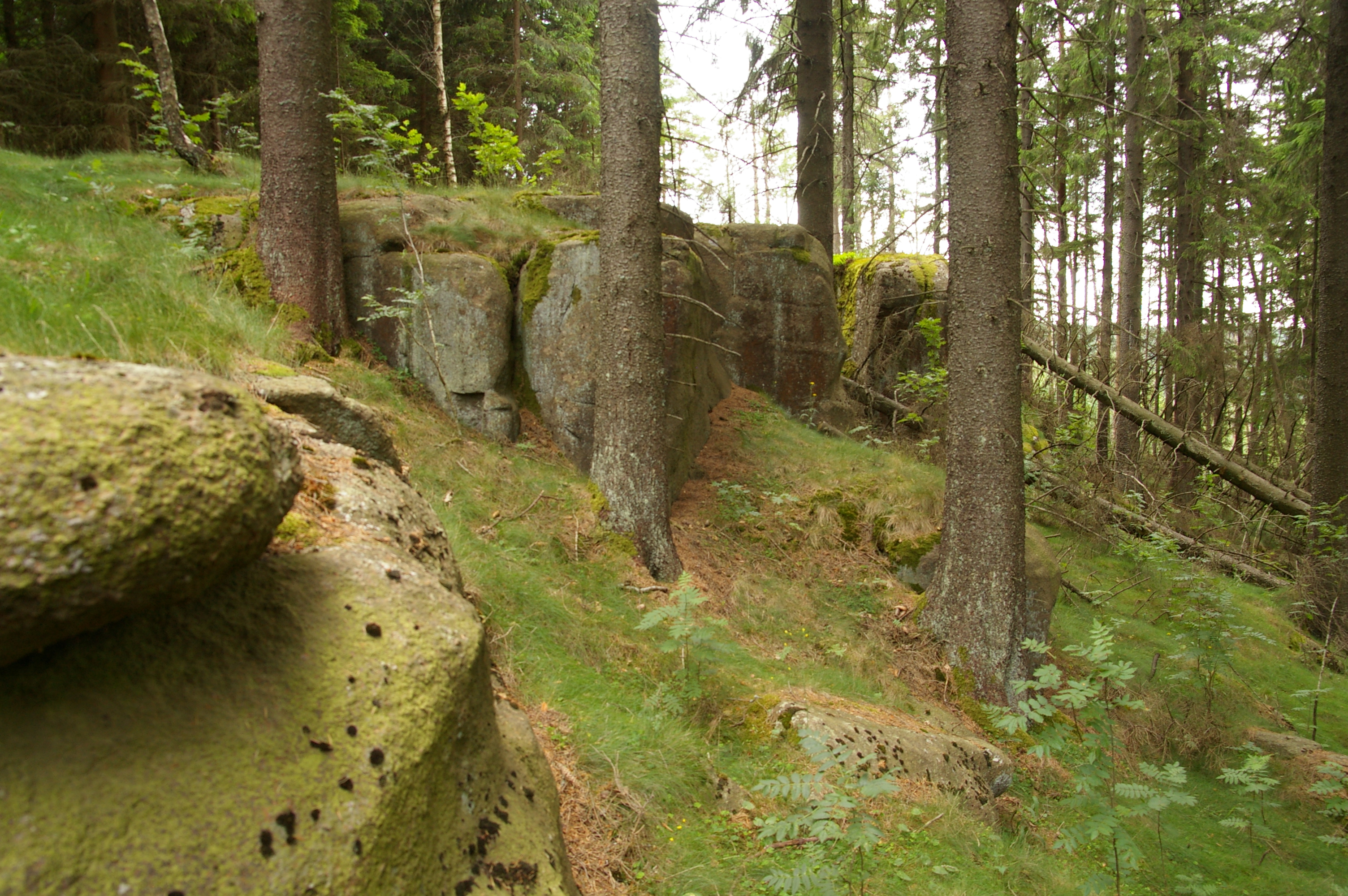
Västsidan saknar vallar, men här stupar berget brant ca 80 m.

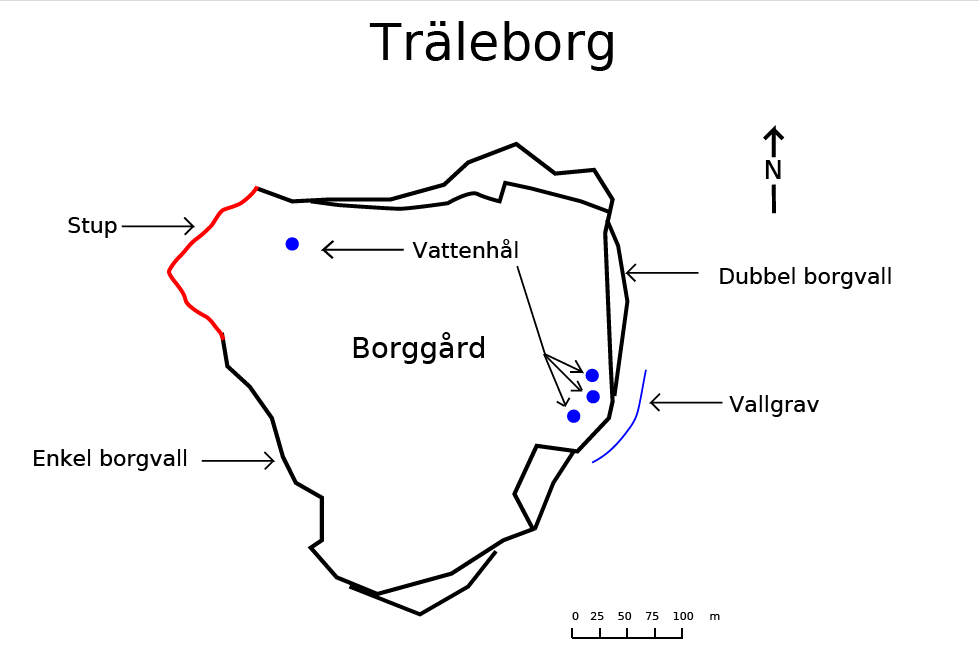
Skiss över Träleborg.

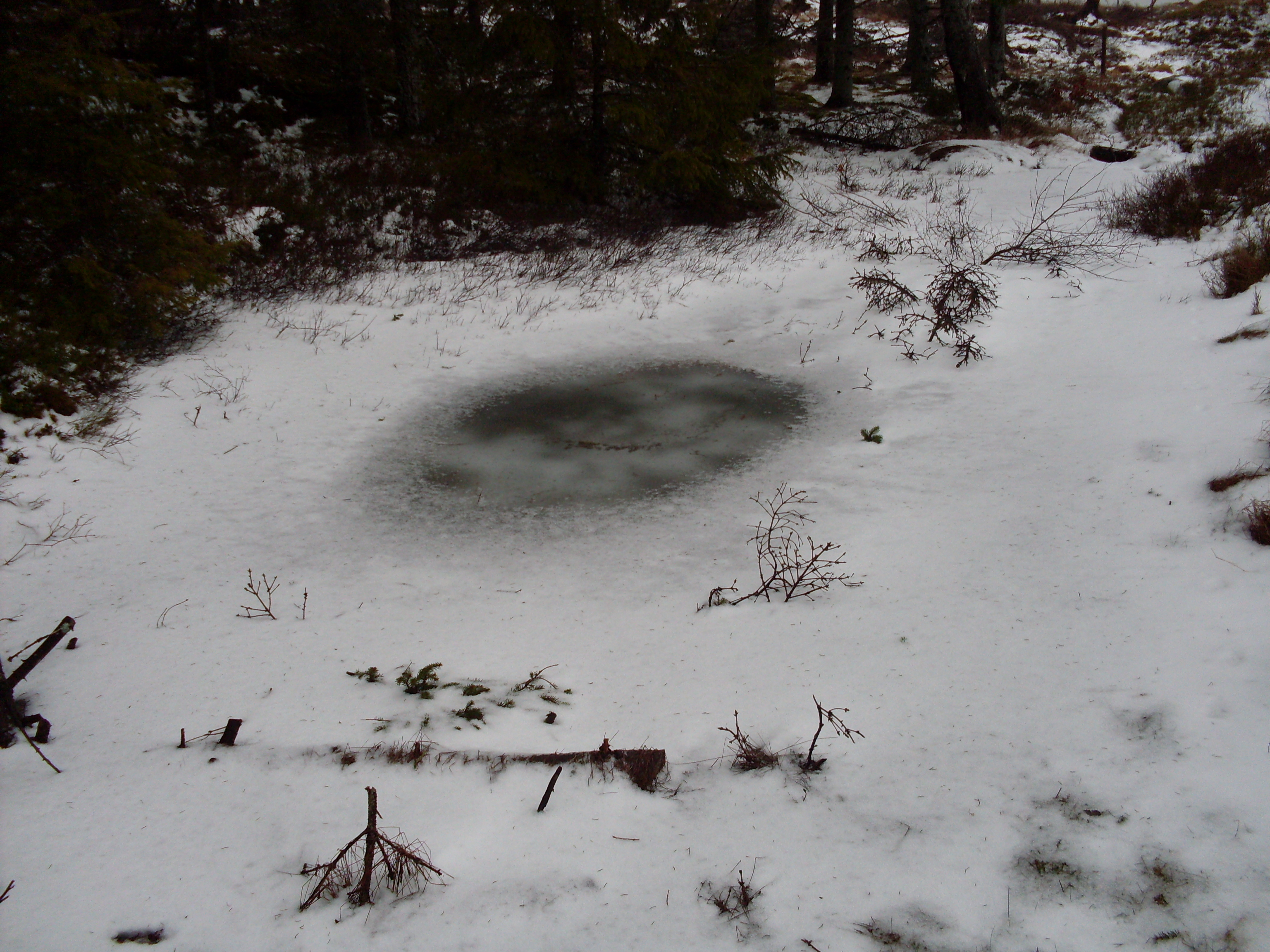
Vattenhål vid borgens östra dubbelvall.

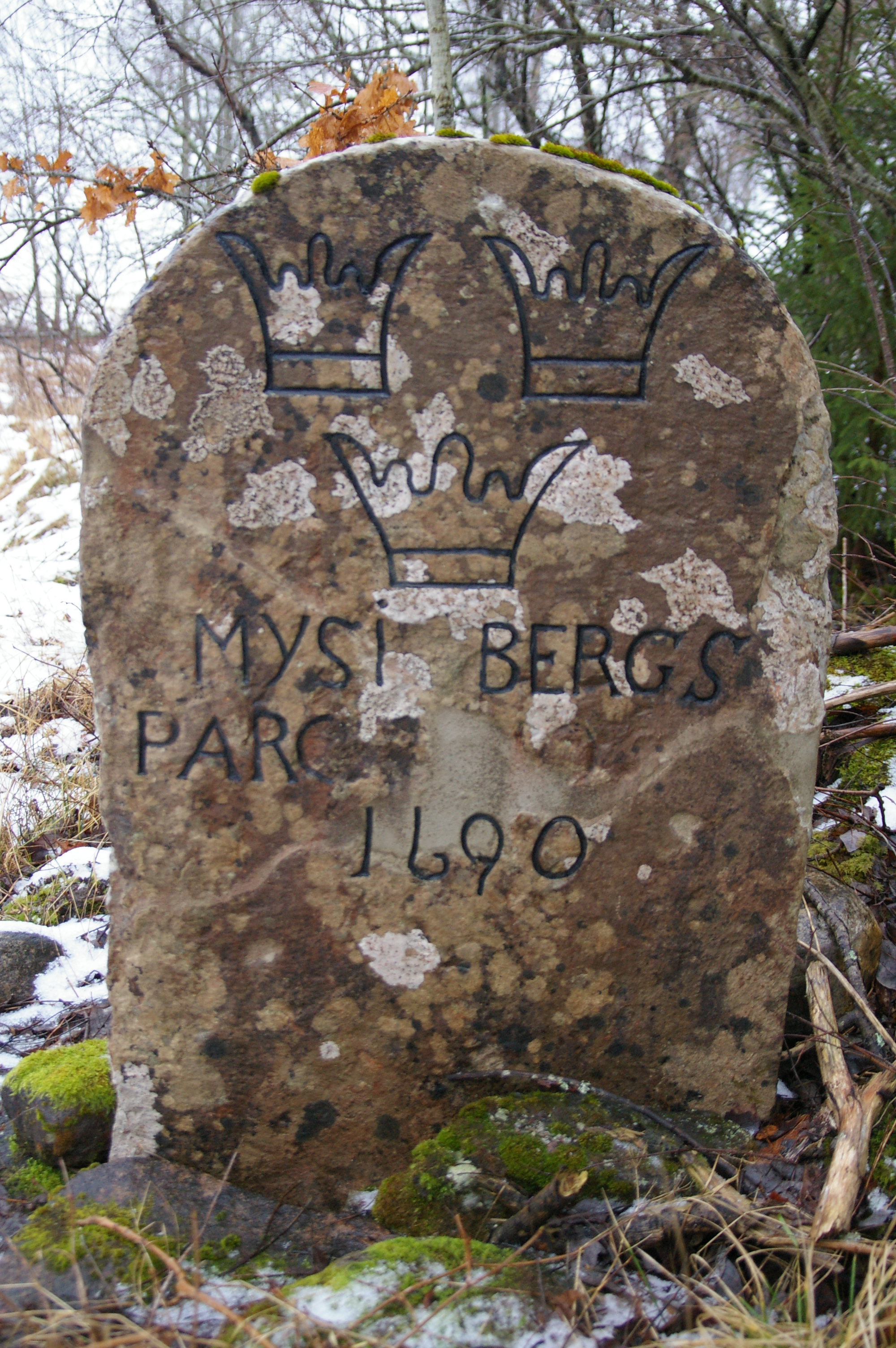
Vid bilvägen upp till borgen finns en kronohall från 1690. Bilvägen går förbi fornborgen och vidare till ett radiolänktorn byggt av Televerket radio i slutet av 1950-talet. I samband med bygget skapades en vändplan inne på borggården, och en av portarna förstördes. På vändplanen finns en improviserad grillplats byggd av lokal fornborgssten.

Träleborg eller Mössebergs Fornborg är en fornborg av typen defensiv högborg, belägen i Falköpings kommun högt uppe på en utskjutare på Mössebergs nordspets som kallas för "Stångaberget". Borgen gränsar till både Vilske härad och Gudhems härad. Borgens omkrets är 1150 meter och begränsas längs tre sidor av 770 meter långa stenvallar. Den fjärde sidan, västsidan, saknar vallar, men där stupar berget brant nedåt. Träleborg är en av Sveriges största fornborgar och blev utgrävd på 1980-talet. Det har spekulerats om borgens användning och ålder.

## Borgens utseende
Borgvallarna är 770 meter långa och 1 – 16 m breda (0,2 – 2 meter höga), och består av kallmurad gråsten, sand och jord. Merparten av de cirka 5000 m³ stenarna har inte tagits på plats, utan forslats dit från bergets fot.
Längs fyra sektioner, med en sammanlagd längd av 420 m, har borgvallarna varit dubbla och fungerat som extra förstärkning vid flacka partier. Avståndet mellan vallarna varierar mellan 5 och 18 meter och kan ha använts som sluss vid in och utpassage. Portarna i de dubbla borgvallarna har varit förskjutna inbördes för att tvinga en angripare att exponera oskyddade kroppsdelar vid stormning.
I vallarna har man hittat rester av stolphål. Man har tolkat detta som att det funnits en palissad nedstucken i murarna. Västsidan har inte haft någon palissad utan skyddats av en 80 meter djup brant med ett stup vid krönet.
Borggården har varit på cirka 20 hektar och beräknas kunna husera ca 300 gårdar. Vattenförsörjningen fick man från fyra vattenhålor där regn och smältvatten ansamlades. En vattenhåla är belägen vid stupet i väster och de tre andra vid dubbelmuren i öster där det finns rester av en vallgrav. Cirka 400 meter öster om borgen rinner Cesarbäcken som kunnat förse borgen med vatten när portarna stått öppna.

## Strategisk plats
Träleborgs läge är sådant att man utan vidare ser 5 mil åt alla håll utom i sydöstlig riktning där Mösseberg skymmer sikten. Fem kilometer norr ut och 170 m nedanför borgen ligger Hornborgasjön. Runt sjöns sydspets finns rester av boplatser från bondestenåldern. Borgen har legat ovanför vägen mellan Hornborgasjön och Mösseberg. Från borgen har man haft bra uppsikt över både vägfarare och båttrafik.
Borgen har ingått i ett signalsystem med vårdkasar där eld- och röksignaler skickades mellan häraderna. Inom 5 mil avstånd ligger Kinnekulle, Varvsberget och Risveden som alla ingått i ett signalsystem med vårdkasar. Fram till mitten av 1800-talet fanns en fungerande vårdkase på Träleborgs borggård som användes av lantmäteriet för att mäta in triangelpunkter. Namnet Stångaberget härrör från den stång vårdkasen var upphöjd på och namnen återfinns på flera ställen i Sverige. Exempelvis ligger Trälebergs fornborg (RAÄ Lyse 117:1) norr om Lysekil på halvön Stångenäs.

## Naturen
Stångaberget och Mösseberg har fram till för 150 år sedan varit hed- och mossmark med enstaka träd och buskar. Boskap har släppts ut på bete i gårdarna vid bergets fot och fått beta slänterna. Linné beskrev berget 1746 vid sin resa genom Västergötland, som kalt och hedbetonat.
I slutet på 1800-talet planterades granskog på stora delar av Mösseberg och även Träleborgs borggård och områdena där omkring blev planterade med skog. Fram till 1930-talet gick det att använda Träleborg som utsiktsplats, men därefter blev träden alltför höga. I slutet av 1990-talet avverkades merparten av skogen som stod i och kring borgen efter det att den fällts av en storm. Efter uppröjningen är fornborgen åter igen en utmärkt utsiktsplats.

## Borgens namn
Ordet ”träle” i Träleborg kommer från trichila (latin) som översatt till svenska betyder ”spaljé”. På modern svenska finns ordet trall som har samma ursprung. I västgötskan finns ordet trälje som betyder stängsel. Namnet Träleborg betyder - fritt översatt - ”borgen med (trä)pallisad”.  
Fornborgen på Mösseberg har många namn. Namn som Skansen, Förskansninga, Kung Albrekts skans, Margaretas skans, och Skansarögga har förekommit. Namnen ”Kung Albrekts skans” och ”Margaretas skans” kommer från en lokal sägen om att drottning Margareta skulle fängslat Albrekt av Mecklenburg på Träleborg efter dennes nederlag i Slaget vid Åsle. Uppgiften får ses som en skröna, eftersom Bohus fästning blev Albrekts fängelse.

## Undersökning och utgrävning
År 1933 gjorde Einar Magnusson en undersökning av Träleborg för hembygdstidningen Falbygden. Då mättes borgen upp och kartlades, men inga utgrävningar företogs.
Under 1985 och 1986 genomfördes utgrävningar under sammanlagt 2 månader av studenter från arkeologiska institutionen vid Uppsala universitet i samarbete med Skaraborgs läns museum i Skara. Projektet fick ekonomiskt stöd från tidningen Skaraborgs Läns Allehanda. Under utgrävningarna gjordes schakt genom 3 olika murpartier. Det framkom att vallarna var fyllda med jord och mindre stenar som täckts med ditvräkt gråsten. Jorden var bränd och färgad av sot och kol. Man drog slutsatsen att berget bränts av innan borgen anlades, och att den svedda jorden används som fyllningsmaterial i murarna. Man hittade inga stockar, däremot låg stenar arrangerade på ett sätt i muren som antyder att det tidigare funnits stolpar.

## Datering
Prover på den svedda jorden från utgrävningarna skickades på C14-analys. Området kring Träleborg uppvisar fynd av stora guldskatter från folkvandringstid, bland annat Ållebergskragen och Timboholmsskatten. Därför förväntade man sig att Träleborg skulle vara byggd under denna tidsperiod. När proverna kom tillbaks visade de att borgen var byggd 4880 ±350 B.P., det vill säga runt 2800 f.Kr. under bondestenålder.
År 1985 fanns endast en fornborg i Norden daterad till neolitikum, nämligen fornborgen i Sarup i Danmark. Vid tiden ställde man sig skeptisk till Träleborgs datering. Många ansåg att den svedda jorden inte kommit från när borgen byggdes, utan från svedjejordbruk 3500 år tidigare som blandats in i jordmassorna när borgen byggdes. På senare tid har flera dateringar av fornborgar givit ett äldre resultat än folkvandringstid, bland annat fornborgen ’’Virkelsborg’’ utanför Vara som daterats till äldre bronsåldern. Vid Hornborgasjöns sydstränder finns rester av stenåldersbosättningar, och den stora mängden gravkammare från stenåldern som finns på Falan talar för att det inte är omöjligt att de första framgångsrika jordbrukarna kan ha byggt borgen.

## Arbetsinsats
Hur lång tid tog det för att bygga en fornborg med enkla redskap i trä och sten? Arkeologen Johan Engström ledde ett experiment i början på 1980-talet som skulle ta reda på hur många dagsverken det behövdes för att bygga den gotländska fornborgen Torsburgen. Ett arbetslag med 11 studenter fick bygga en mur med enbart medeltida arbetsredskap såsom oskodda träspadar, bärbårar och skovlar. Det visade sig att studenterna klarade av att bygga 23 m³ mur på en dag. Ett dagsverke ger ca 2 m³ mur. Ej inräknat i kalkylen är framforsling av material till arbetsplatsen, röjning av skog och stenbrytning.
Träleborgs murar består av 5000 m³ sten och jordmassor. För att bygga hela murkonstruktionen så skulle det teoretiskt behövas 2500 dagsverken. Dåligt väder, trasiga redskap och håglöst manskap gör att man i praktiken får räkna med att det krävdes ca 5000 dagsverken för att bygga borgmurarna. Ett byalag bestående av 100 man skulle färdigställa murarna på ca 2 månader. Framforsling av sten, röjning av skog och timring av palissaden är inte medräknad. Ett välorganiserat samhälle skulle kunna bygga en komplett borg på mindre än ett år.

## Bemanning
Borggårdens areal är ca 20 ha och har en belägringskapacitet på ca 300 gårdar. Varje gård behöver ca 600 m² för tält, folk och fä. För att försvara borgens palissader behövdes ca 300 bågskyttar med 2 m mellanrum.

## Kanonkula funnen
Ett fynd som förbryllar forskare är att man hittat en 2,3 kg tung kanonkula i borgen. Fyndet är oväntat, eftersom inget slag har ägt rum på Mössebergs nordvästsluttning. Danska styrkor har dock härjat Västergötland ett flertal gånger under 1500- och 1600-talet, bland annat under nordiska sjuårskriget. Att placera medeltida kanoner på Mösseberg har inga strategiska fördelar. Kanonkulan kanske inte kommer från något krig utan är ett borttappat allmogeföremål.